# Kupol Ciolkovskogo
Kupol Ciolkovskogo är en bergstopp i Antarktis. Den ligger i Östantarktis. Norge gör anspråk på området. Toppen på Kupol Ciolkovskogo är 47 meter över havet.
Terrängen runt Kupol Ciolkovskogo är mycket platt. Trakten är obefolkad. Det finns inga samhällen i närheten.